# Шентро
Шентро (фр. Chaintreaux) је насељено место у Француској у региону Париски регион, у департману Сена и Марна.
По подацима из 2011. године у општини је живело 917 становника, а густина насељености је износила 38,34 становника/km².

## Демографија
| 1962. | 1968. | 1975. | 1982. | 1990. | 2011. |
| ----- | ----- | ----- | ----- | ----- | ----- |
| 671   | 576   | 573   | 576   | 674   | 917   |